# Boophis anjanaharibeensis
Boophis anjanaharibeensis là một loài ếch trong họ Mantellidae.
Nó là loài đặc hữu của Madagascar.
Các môi trường sống tự nhiên của chúng là rừng ẩm vùng đất thấp nhiệt đới hoặc cận nhiệt đới, các khu rừng vùng núi ẩm nhiệt đới hoặc cận nhiệt đới, và sông.
Nó bị đe dọa do mất môi trường sống.